# Lijst van nummer 1-albums uit 2015 (Spanje)
De Top 100 España is een hitlijst van de Productores de Música de España (Promusicae), een non-profit organisatie uit Spanje, die wekelijks een lijst publiceerde van nummer één albums van de week. Het ging hierbij om albums die afkomstig zijn van multinationale platenmaatschappijen uit Spanje. Zowel fysieke als digitale albums, die afkomstig zijn uit Spanje, worden op deze lijst gezet.

## Albums
| Week | Datum        | Album                             | Artiest(en)         | Ref(s) |
| ---- | ------------ | --------------------------------- | ------------------- | ------ |
| 1    | 4 januari    | Terral                            | Pablo Alborán       | [ 2 ]  |
| 2    | 11 januari   | Terral                            | Pablo Alborán       | [ 3 ]  |
| 3    | 18 januari   | Terral                            | Pablo Alborán       | [ 4 ]  |
| 4    | 25 januari   | Terral                            | Pablo Alborán       | [ 5 ]  |
| 5    | 1 februari   | Terral                            | Pablo Alborán       | [ 6 ]  |
| 6    | 8 februari   | Wallflower                        | Diana Krall         | [ 7 ]  |
| 7    | 15 februari  | Terral                            | Pablo Alborán       | [ 8 ]  |
| 8    | 22 februari  | Hey Babe!                         | Calum               | [ 9 ]  |
| 9    | 1 maart      | Break of day                      | Sweet California    | [ 10 ] |
| 10   | 8 maart      | 500 noches para una crisis        | Joaquín Sabina      | [ 11 ] |
| 11   | 15 maart     | Rebel Heart                       | Madonna             | [ 12 ] |
| 12   | 22 maart     | 500 noches para una crisis        | Joaquín Sabina      | [ 13 ] |
| 13   | 29 maart     | Código Rocker                     | Loquillo & Un Niles | [ 14 ] |
| 14   | 5 april      | 500 noches para una crisis        | Joaquín Sabina      | [ 15 ] |
| 15   | 12 april     | 500 noches para una crisis        | Joaquín Sabina      | [ 16 ] |
| 16   | 19 april     | Circus Avenue                     | Auryn               | [ 17 ] |
| 17   | 26 april     | Cama Incendiada                   | Maná                | [ 18 ] |
| 18   | 3 mei        | Mil y una noches                  | Gemeliers           | [ 19 ] |
| 19   | 10 mei       | Sirope                            | Alejandro Sanz      | [ 20 ] |
| 20   | 17 mei       | Sirope                            | Alejandro Sanz      | [ 21 ] |
| 21   | 24 mei       | Sirope                            | Alejandro Sanz      | [ 22 ] |
| 22   | 31 mei       | Sirope                            | Alejandro Sanz      | [ 23 ] |
| 23   | 7 juni       | Sirope                            | Alejandro Sanz      | [ 24 ] |
| 24   | 14 juni      | Lo que aletea en nuestras cabezas | Robe                | [ 25 ] |
| 25   | 21 juni      | Sirope                            | Alejandro Sanz      | [ 26 ] |
| 26   | 28 juni      | Who I AM                          | Abraham Mateo       | [ 27 ] |
| 27   | 5 juli       | Sirope                            | Alejandro Sanz      | [ 28 ] |
| 28   | 9 juli       | Mil y una noches                  | Gemeliers           | [ 29 ] |
| 29   | 16 juli      | Sirope                            | Alejandro Sanz      | [ 30 ] |
| 30   | 23 juli      | Sirope                            | Alejandro Sanz      | [ 31 ] |
| 31   | 30 juli      | El viaje                          | Antonio José        | [ 32 ] |
| 32   | 6 augustus   | El viaje                          | Antonio José        | [ 33 ] |
| 33   | 13 augustus  | El viaje                          | Antonio José        | [ 34 ] |
| 34   | 20 augustus  | El viaje                          | Antonio José        | [ 35 ] |
| 35   | 27 augustus  | Burning Bridges                   | Bon Jovi            | [ 36 ] |
| 36   | 3 september  | Sirope                            | Alejandro Sanz      | [ 37 ] |
| 37   | 10 september | The Book of Souls                 | Iron Maiden         | [ 38 ] |
| 38   | 17 september | Quién me ha visto...              | Rozalén             | [ 39 ] |
| 39   | 24 september | Head for the Stars                | Sweet California    | [ 40 ] |
| 40   | 1 oktober    | México                            | Julio Iglesias      | [ 41 ] |
| 41   | 8 oktober    | Rumba a lo desconocido            | Estopa              | [ 42 ] |
| 42   | 15 oktober   | Rumba a lo desconocido            | Estopa              | [ 43 ] |
| 43   | 22 oktober   | Rumba a lo desconocido            | Estopa              | [ 44 ] |
| 44   | 29 oktober   | Directo                           | Vanesa Martín       | [ 45 ] |
| 45   | 5 november   | Bailar el viento                  | Manuel Carrasco     | [ 46 ] |
| 46   | 12 november  | Bailar el viento                  | Manuel Carrasco     | [ 47 ] |
| 47   | 19 november  | Made in the A.M.                  | One Direction       | [ 48 ] |
| 48   | 26 november  | 25                                | Adele               | [ 49 ] |
| 49   | 3 december   | Caos                              | Malú                | [ 50 ] |
| 50   | 10 december  | Ghost Town                        | Auryn               | [ 51 ] |
| 51   | 17 december  | 25                                | Adele               | [ 52 ] |
| 52   | 24 december  | 25                                | Adele               | [ 53 ] |
| 53   | 31 december  | 25                                | Adele               | [ 54 ] |